# 侏尖鼻魨
侏尖鼻魨為輻鰭魚綱魨形目四齒魨亞目四齒魨科的其中一種，為熱帶海水魚，分布於西印度洋紅海海域，棲息深度2-30公尺，棲息在珊瑚礁，生活習性不明。